# LASTMAN
『LASTMAN-ラストマン-』は、二宮裕次による日本の漫画。『週刊少年マガジン』（講談社）にて2013年27号から2013年49号まで連載。

## 概要
高校のバスケットボール部を舞台にしたスポーツ漫画で、顧問が主人公と言う珍しいスタンスを取っている。弱小部の再建というスポーツ漫画にしては王道とも言えるスタイル。物語の舞台となる場所は愛知県。
『週刊少年マガジン』では他にもバスケットボール部を題材にした漫画で『あひるの空』があり、同時期に2つのバスケ漫画が同時に連載されることとなった（しかし『あひるの空』は休載が多く、実際に同時掲載されたのは数えるほどである）。

## あらすじ
NBAに挑戦するために渡米した轟はそこで膝を壊してしまい、数々の医者から現役復帰は難しいと言われてしまう。しかし諦めきれない轟は日本へ帰国し、リハビリの日々を送っていた。
あれから3年経ったある日、高校時代の恩師・竹沢が轟の元を訪ねに来る。弱小となってしまった母校、県立大花（おおか）高校のバスケ部の顧問になって部を立て直して欲しいと。

## 登場人物

### 県立大花高校の関係者
轟 静（とどろき しずか）
天才プレーヤーと名を馳せたバスケットボール選手であり本作の主人公。大花高校のOBであり、同校に非常勤講師として着任しバスケットボール部顧問となる。同校の女子生徒の体つきに興奮したりパンチラに興じるなど変態気質だが、竹沢曰く「（人としては最低かもしれないが）バスケに関わっている時は、最上の男」である。竹沢の娘・覚子（サトコ）に惚れており、彼女の前では良いカッコをしようとする。大家のおばちゃん（佐澤の母）との不倫疑惑により、マンションから追い出され竹沢家に居候している。
竹沢（たけざわ）
大花高校の教師であり、轟と馬場の高校時代の恩師。轟を同校バスケ部顧問に招聘した人物である。轟からは「竹セン」と呼ばれている（竹沢先生の略）。轟の高校時代に、体育館を遅くまで使えるようにしたり、自腹で遠征用のバスを用意するなど、轟ならびにバスケ部をサポートしており、轟もこのことに感謝している。覚子という娘がおり、彼女も同校で教師をしている。轟に再開する3年前は頭髪がフサフサだったが、現在は前頭部から頭頂部の辺りがだいぶ薄くなっている。轟が現役復帰を諦めず麗子のもとでリハビリを続けていたことや、真田の父親が3年前に亡くなったことを知っているなど、事情通でもある。
竹沢 覚子（たけざわ さとこ）
父と同じく大花高校の教師であり、轟が来る前まで同校バスケ部の顧問をしていたが、バスケットに関する知識はあまり無い。バスケ部の生徒達や轟からは「サトコ先生」と呼ばれ、親しまれている。バスケ部顧問としての轟は尊敬しているが、それ以外の人間性・女性関係・部員達への接し方には苦言を呈したり、時には手をあげることもある。部員達を下の名前で君づけで呼んでいる。轟と佐澤に惚れられている。
真田 博之（さなだ ひろゆき）
大花高校バスケ部員（2年生）。背番号は4。生意気で口が悪いため、名南（めいなん）高校との練習試合では轟の指示で、柿谷に対してトラッシュ・トーク（挑発）を仕掛けて柿谷のファウルを稼ぎ、結果的に柿谷を4ファウルで一旦ベンチに退かせた。ディフェンスを得意としており、その実力は県ベスト4の紅陽（こうよう）高校でも崩せないほどに成長したが、本人はオフェンスにも参加したい意志を持っている。身長は170cm。轟からは「ツンツコ」と呼ばれている。3年前に父親を亡くしており、病弱な母親が女手一つで家族を養っている。また、弟が3人、妹が1人おり、リッキーという名前の犬を飼っている。母親が体調を崩した時には家事を全てこなし、弟や妹の面倒をみるといった家族思いの一面もある。また、夜遅くまで自主練習したり、家族が寝静まった後バスケのDVDを観たり、早朝にドリブルの練習をするなど努力家でもある。
桜井 健太（さくらい けんた）
大花高校バスケ部員（2年生）。背番号は5。真田たち4人とは小さい頃から仲が良く、何をするにも5人一緒に行動を共にしていたが、5人で出来る何かをやりたいという思いをずっと秘めていた。そんな折、テレビでたまたま観た名古屋ファルコンズ時代の轟のダンクに心を奪われ、4人に声をかけて中学にバスケ部を作り、独学でバスケを勉強した。このように自身がバスケを始めるきっかけが轟であるという経緯があるため、他の4人のように轟に対して不信感を抱かず、全面的に信頼している。ヌけたところがあるのが唯一の欠点で、名南高校との練習試合ではドライブ（ゴールに向かって切れ込んでシュートを狙うプレイ）の意味が分からず、試合中に「轟さん、ドライブって何ですか？」と尋ねて相手チームに作戦をバらした挙げ句、トラベリングを取られてしまうミスを犯したことがある。しかし得意技であるそのドライブは、相手が「ドライブで来る」と分かっていてもなかなか止められないほどの完成度を誇り、一瞬で相手を抜き去ることができる。元々はボール運びやパスを捌く役割を担うPG（ポイントガード）だったが、地区予選での桜井の動きを観た轟からズバ抜けた瞬発力と俊足を評価され、SG（シューティングガード）に転向し、点取り屋（スコアラー）としての能力を開花させ、轟に「天才」と言わしめた。身長は170cm程度と真田と大差ない低さだが、ジャンプ力が非常に高くダンクも出来る。轟からはそのまま「桜井」と唯一普通に呼んでもらえている。
堀居 学（ほりい まなぶ）
大花高校バスケ部員（2年生）。背番号は6。メガネをかけているため、轟からは「メガネ」と呼ばれている。具体策を求めるなど理論的な考え方をするため、真田と衝突することがある。5人の部員の中では一番スタミナがないが、長身に似合わずロングシュート（3ポイントシュート）が上手く、紅陽高校との合同合宿の中でその才能を開花させていく。佐澤よりも身長は高いが、ポジションはC（センター）ではない。
皆浦 純一（みなうら じゅんいち）
大花高校バスケ部員（2年生）。背番号は7。元々はSGだったが、桜井のSG転向に伴いPGへ転向した。PG転向後は得意のボールハンドリング（パスを受けたりドリブルをする時のボール捌き）やボールキープ能力を活かして、紅陽高校のスティールを0に抑えた。目が細いため、轟からは「細目」と呼ばれている。
佐澤 敬文（さざわ のりふみ）
大花高校バスケ部員（2年生）。背番号は8。得意なプレイはリバウンド（シュートミスしたボールを奪うこと）で、ポジション取りが上手い。身長は180cm。ポジションはC（センター）。“坊ちゃん刈り・太い眉毛・タラコくちびる”というかなり個性的なルックスのため、轟からは「ブサイク」と呼ばれている（しかし本人にその意識はなく、ブサイクと呼ばれると怒る）。「○○（だ）ぎゃ」、「○○（だ）がね」、「でら○○」などの名古屋弁を話す。轟と同じくサトコのことが好きで、紅陽高校との合同合宿では宿舎の露天風呂の岩壁を轟と共によじ登り、彼女の入浴シーンを覗こうとした（しかし、二人とも失敗に終わった）。

### 県立名南高校の関係者
名南高校バスケ部監督
轟が名古屋ファルコンズに所属していた頃の先輩（作中で名前は明かされていない）。サングラスをかけている。轟と元チームメイトという縁で、大花高校との練習試合を引き受ける。ウインターカップで大花高校に大敗後、かつての古巣・名古屋ファルコンズのトライアウトを受けないかと轟に打診した。
柿谷（かきたに）
名南高校バスケ部の絶対的エース。背番号は7。身長は185cm。激情家ですぐカッとなる性格のため、真田のトラッシュ・トーク（挑発）にのせられファウルを重ねてしまい、試合前半で一旦ベンチに退いた。家族構成は父・母・兄の4人家族、誕生日は11月23日生まれ、血液型はB型、好きな女性のタイプは石川さゆり、趣味はベンチプレス、AKB48の推しメンは無し、家で犬と猫を飼っており名前はそれぞれ「イヌ」と「ネコ」、という個人情報を怒りながらも真田に教えてくれた。また、手首の返しが固いためフリースローが下手という欠点もある。

### 紅陽高校の関係者
馬場 清（ばば きよし）
紅陽高校バスケ部の監督で、監督就任2年目の24歳。優しそうな顔とは裏腹に、部員達にとてもハードな練習を課すなど強靭な意志を持つ。また、彼らと同じ目線で指導をする方針を取っており、彼らからの信頼も厚い。大花高校時代の轟の後輩であり、当時は轟に一方的にパシリにされていたため、現在も当時のことを根にもっている（そのため、部員達が轟の大ファンで合同合宿を快諾したのも、気に入らなかったようである）。
藤江（ふじえ）
紅陽高校バスケ部のエース。背番号は7。勝手な行動をとるなど奔放な性格だが、バスケの実力と甘いルックスで女性にモテる。明大一高戦に勝った後、帰路に着く途中にダブルクラッチを練習中の桜井に出会い、フリを小さくするようコツを教えたら「一緒にやろう」と言われ1on1をしたことがきっかけで、桜井に興味を抱く。下の名前はシンジ（漢字は不明）。
川島（かわしま）
紅陽高校バスケ部員。背番号は9。ポジションはC（センター）。藤江がモテることに嫉妬している。大花高校との合同合宿では、髪型以外似たようなルックスの佐澤を見て「ブサイクだなぁ～、コイツ」という印象を抱いた（佐澤も川島に対して同様の印象を抱いた）。
妻夫木（つまぶき）
紅陽高校バスケ部員。背番号は11。ポジションはG（ガード）。

### その他の登場人物
大家のおばちゃん
アメリカから帰国後の轟が住んでいたマンションの大家。佐澤の母親であり、息子と同様に濃い顔をしており名古屋弁を話す。家賃を半年間滞納していた轟に、過度な下ネタ交じりの言い逃れをされるうちに女に目覚め、やたら化粧をしたり、「こんな気持ちになったのは初めて」などと呟くようになり、息子を困惑させた。そんな佐澤の様子を心配したサトコが轟と共に佐澤家に家庭訪問に行くが、鉢合わせた佐澤の母と轟が不倫をしていると、佐澤とサトコに勘違いされてしまい、結果的に轟はマンションを追い出され、サトコにも幻滅されてしまった。
麗子（れいこ）
潮田整体に勤務する女性で、轟からは「レーコちゃん（または“レーコ先生”）」と呼ばれている（作中で名字は明かされていない）。轟の現役復帰のためにハードなトレーニングメニューを課し、経過をサポートしている。また、同院はソープランドのすぐ隣に建っているため、「轟がソープにハマって通い詰めている」と通行人に勘違いされたことがある（サトコも麗子のことをソープ嬢と勘違いしたことがある）が、轟以外にも多くの患者がリハビリに訪れている。

## 書誌情報
- 二宮裕次 『LASTMAN』 講談社〈少年マガジンコミックス〉、全3巻
  1. 第1巻：2013年9月17日発行（ISBN 978-4-06-394934-6）
    - 『週刊少年マガジン』2013年No.27 - No.31掲載分

  2. 第2巻：2013年11月15日発行（ISBN 978-4-06-394971-1）
    - 『週刊少年マガジン』2013年No.32 - No.40掲載分

  3. 第3巻：2014年1月17日発行（ISBN 978-4-06-395003-8）
    - 『週刊少年マガジン』2013年No.41 - No.49掲載分